# Іспит для двох
«Іспит для двох» (англ. Admission) — американська драмедія 2013 року на основі однойменної новели Жан Ганф Кореліц.

## Сюжет
Порша Натан, співробітниця приймальної комісії Прінстона, очікує значного підвищення. Вона та її колега Корін є суперницями на посаду декана приймальної комісії Кларенса, який незабаром піде на пенсію.
Порша відвідує альтернативну середню школу, яку очолює її колишній однокласник Джон Прессман. Прессман припустив, що Джеремія, його талановитий, але незвичайний учень, цілком може бути сином, від якого Порша відмовилася і таємно віддала на усиновлення багато років тому. Джеремія хотів би навчатися у Прінстоні. Вона влаштовує для Джеремії візит в університет. Порша помічає, що порушує правила заради Джеремії.
Члени комісії визнають Джеремію непридатним для вступу в університет. Змінивши одноосібно висновок комісії щодо нього, Порша піддає ризику уклад життя, яке, на її думку, вона завжди хотіла. Декан приймальної комісії змушує її піти у відставку. Пізніше, відкривши Джеремії, що вона є його біологічною матір'ю, вона дізнається, що в його свідоцтві про народження була помилка в фотокопії, і що хлопець уже знайшов свою справжню біологічну матір.
Порша в Агентстві з усиновлення намагається знайти свого сина. Вона і Джош виявляють свої почуття одне до одного.

## У ролях
| Актор        | Роль             |
| ------------ | ---------------- |
| Тіна Фей     | Порша Натан      |
| Лілі Томлін  | Сюзанна          |
| Нат Вольф    | Джеремія Балакян |
| Пол Радд     | Джон Прессман    |
| Майкл Шин    | Марк             |
| Воллес Шон   | Кларенс          |
| Глорія Рубен | Корін            |
| Соня Волгер  | Гелен            |
| Олек Крупа   | Полоков          |